# Slät jordtunga
Slät jordtunga (Geoglossum aseptatum) är en svampart som tillhör divisionen sporsäcksvampar, och som beskrevs av Hakelier och Nitare. Slät jordtunga ingår i släktet Geoglossum, och familjen Geoglossaceae. Enligt den svenska rödlistan är arten otillräckligt studerad i Sverige. Arten förekommer i Svealand. Arten har tidigare förekommit i Götaland men är numera lokalt utdöd. Artens livsmiljö är stadsmiljö.